# Caryomyia subulata
Caryomyia subulata är en tvåvingeart som beskrevs av Gagne 2008. Caryomyia subulata ingår i släktet Caryomyia och familjen gallmyggor. Inga underarter finns listade i Catalogue of Life.